# Dragon Force
Vous lisez un « article de qualité » labellisé en 2008.
Pour le groupe de musique, voir DragonForce.
Dragon Force (ドラゴンフォース) est un jeu vidéo développé et édité par Sega, mêlant deux genres : la stratégie en temps réel et le jeu de rôle tactique. Sorti sur Saturn le 29 mars 1996 au Japon, le 30 novembre 1996 en Amérique du Nord et en septembre 1997 en Europe. Il est considéré par la presse vidéoludique comme l'un des meilleurs titres du genre, grâce à son système de jeu original et unique.
C'est l'histoire épique de la rivalité des huit royaumes du monde de Legendra. Le scénario suit les aventures de l'un de ses huit souverains, chargé d'unifier ces nations pour lutter contre la menace grandissante de Marduck, un dieu maléfique.
Une réédition du jeu nommée Sega Ages 2500 Series Vol.18: Dragon Force est sortie le 18 août 2005 au Japon sur PlayStation 2, dans la gamme Sega Ages, en bénéficiant de quelques nouveautés. Le jeu connait une suite en 1998, Dragon Force II, qui reprend les bases du système de jeu du premier épisode.

## Trame

### Univers
Dragon Force prend place dans un monde imaginaire du type médiéval-fantastique. L'histoire se déroule sur le continent de Legendra. Sa géographie, très diversifiée, se compose de montagnes, de plaines, de forêts et de déserts. Le territoire est divisé en huit royaumes, gouverné chacun par un monarque, bâtis de châteaux et villages. Legendra est peuplé par des humains et d'innombrables créatures légendaires tels que des elfes, des harpies, des dragons, des zombis, des vampires et des hommes-bête.
Dans la genèse de Dragon Force, le père de tous les êtres vivants est le dieu Toul. Ce dernier a le pouvoir de créer et de donner la vie. Il donne naissance à six déesses, capables d'accorder la vie, et à six dieux, aux pouvoirs destructeurs. Les déesses ont pour mission de concevoir l'univers en façonnant les étoiles, les planètes et les lunes. Elles offrent le contrôle de toutes leurs réalisations au « Star Dragon », Harsgalt. À lui d'entretenir les créations célestes mais aussi de collaborer avec les dieux à l'anéantissement de certaines étoiles et à leur retour à l'état de poussière. Cette poussière permet aux déesses de recréer de nouveaux astres et d'assurer le cycle de la vie.
Harsgalt est le créateur du monde de Legendra, autrefois nommé « Harsgalt Star ». Astea, une des six déesses, crée trois peuples pour cette planète : les elfes, les humains et les hommes bêtes. C'est une terre vivante, attrayante pour les dieux, particulièrement pour Madruck, dieu à l'égo démesuré, dont le dessein est de renverser ses frères et le dieu Toul. Le monde de Legendra et Harsgalt subissent sa fureur destructrice. Les peuples opprimés tentent de s'unir en élisant huit guerriers. Ces huit chefs de guerre, orgueilleux et incapables de conclure une alliance, échouent dans leur lutte contre Madruck. Le « Star Dragon » s'oppose à Madruck et réussit à le repousser. Astea espère la venue de huit nouveaux guerriers qui pourront affronter et détruire définitivement le dieu belligérant, à sa prochaine tentative de prise de pouvoir.

### Personnages

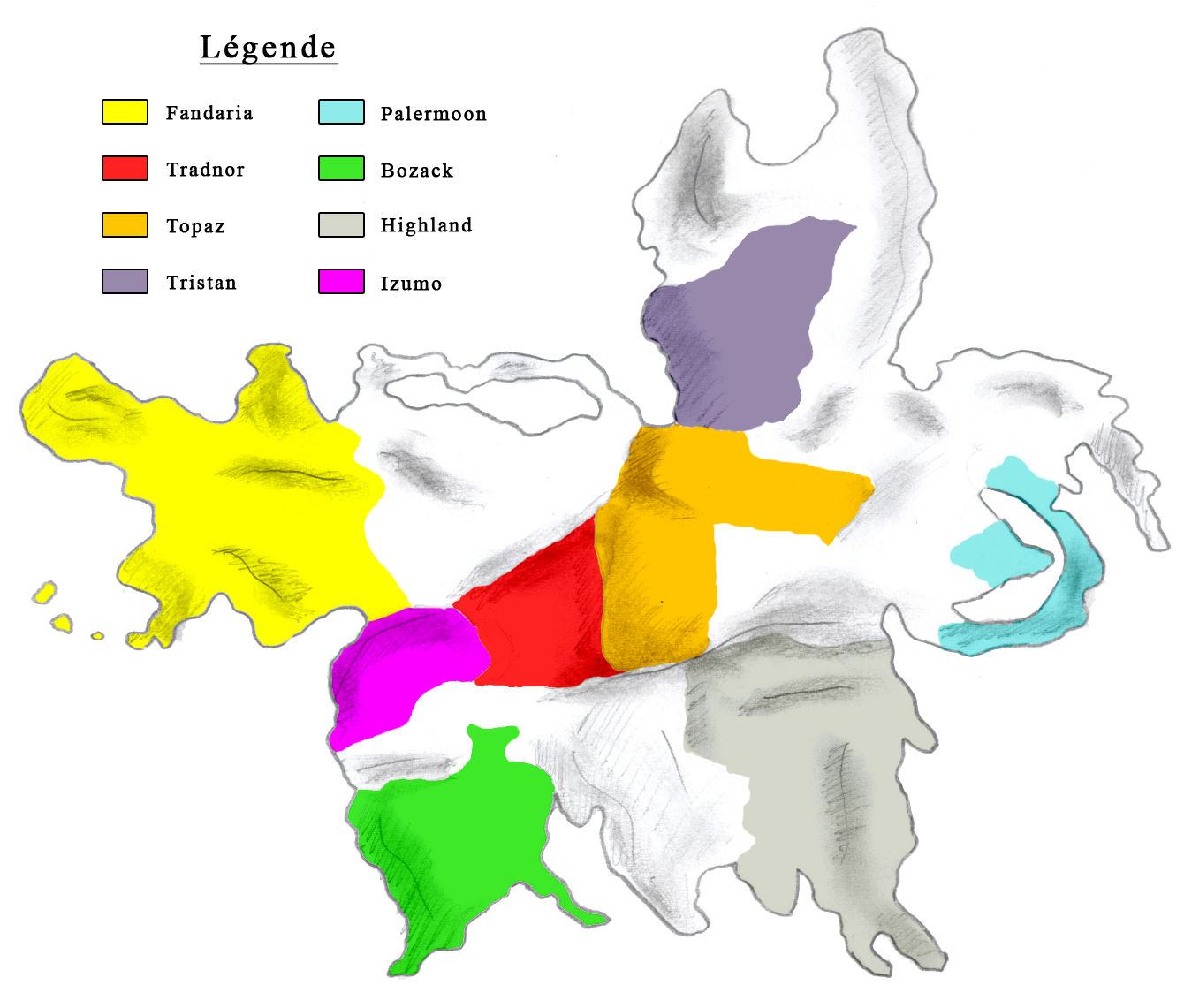
Représentation du monde de Legendra et ses différents territoires (peut varier légèrement en fonction du seigneur incarné).

Le jeu propose d'incarner un des huit héros, aux personnalités distinctes, représentant chacun le souverain d'un des huit royaumes de Legendra. Venant de divers horizons, de nombreux personnages se joignent à eux durant leur aventure. Le joueur peut découvrir de nouveaux protagonistes et les diriger lors des affrontements.
Wein est le monarque du royaume de Highland, au sud-est du continent. C'est un chef charismatique et habile. Sa grande réputation permet de rallier à lui plusieurs de ses ennemis. Goldark règne sur l'empire Fandaria, à l'Ouest de Legendra. Sa puissance au combat et son caractère violent le font surnommer « le Lion Fou ». Il a une seule ambition : gouverner le monde. Teiris est la reine de Palermoon, à l'est du territoire. C'est une jeune magicienne timorée, pour qui l'amitié est primordiale. Mikhal gouverne la nation d'Izumo, au sud-ouest des terres. C'est un samouraï qui a forgé son corps et son esprit aux combats, en s'exilant de son pays. Gongos est le responsable de Bozack, au sud du continent. Généreux et d'une force bestiale, il est surnommé « le Gardien de la Forêt ». Leon est le souverain du royaume de Topaz, au centre de Legendra. C'est un moine qui s'adonne aux arts martiaux pour construire sa spiritualité et son physique. Reinhart est le monarque de Tradnor, royaume voisin de Topaz. Il est le plus jeune à régner sur Legendra. Enfin Junon est la commandante de Tristan, au nord du continent. Son caractère froid et le mystère qui plane autour de son passé lui valent le surnom de « Chevalier Noir de la Mort Masquée ».

### Histoire
La première phase de l'aventure consiste, dans le rôle de l'un des huit souverains, à parcourir le monde pour rallier sous la même bannière tous les généraux du continent. Si certains d'entre eux rejoignent automatiquement les couleurs, d'autres doivent être vaincus au combat, pour les gagner à la cause.
L'unification faite, les huit héros se rendent tactiquement dans différents sanctuaires du continent. Teiris, Reinhart et Gongos font route jusqu'au « Sanctuaire du soleil » ; Mikhal, Leon et Junon au « Sanctuaire de la lune » ; enfin Wein et Goldark au « Sanctuaire de la neige ». Ces sanctuaires deviennent des champs de batailles. Au rang des ennemis se trouve le frère de Goldark : Gyzzdark. Dans le même temps, un humanoïde sorti de nulle part, Katmando, atterrit sur Legendra et sème la destruction et la mort. Pour le combattre, les généraux doivent récupérer trois artefacts, dont la « Star Dragon Sword », une épée légendaire qui permet de vaincre Katmando.
L'affrontement final contre Madruck est la dernière étape pour les huit souverains. Dans ce but, ils se rendent à « Bloodly Castle », au Sud-Est de Fandaria. Une nouvelle fois, ils font face aux deux fidèles généraux de Madruck et à Katmando. Goldark affronte personnellement Madruck et le vainc une première fois. Le dieu prend la forme d'un dragon à trois têtes et un nouveau duel s'engage. Finalement, Goldark remporte la victoire et Madruck y perd la vie. La déesse Astea apparaît pour louer les huit valeureux guerriers de Legendra et annoncer une paix durable dans le royaume.

## Système de jeu

### Généralités
Dragon Force comporte quatre phases de jeux distinctes : les modes administration, carte, préparation à la bataille et bataille. Les phases d'administration et de préparation à la bataille s'effectuent sur des écrans fixes en deux dimensions. Le mode carte se déroule dans un environnement en 3D représentant le monde de Legendra. Les déplacements sur ce dernier permettent au joueur de circuler entre les différents lieux du jeu, représentés par des châteaux.
La première phase du jeu est le mode d'administration. Il permet de gérer les affaires domestiques du royaume, de visualiser la carte de la bataille en cours et de sauvegarder la partie. Les affaires domestiques permettent d'accéder aux caractéristiques de chacun des généraux (nom, pays, métier, force, intelligence, nombre de victoires, etc), à leur attribuer des récompenses, leur valeur leur permettant d'augmenter le nombre de soldats durant la bataille. Ce menu sert également à équiper un général d'un objet, d'une arme ou d'une armure. Un commandant ne peut disposer que d'un seul équipement. Le joueur peut accéder à la rubrique d'audience et s'entretenir avec ses généraux et ses captifs de guerre. Il est nécessaire d'être en relation avec ses unités et s'assurer qu'ils soutiennent le royaume et ne désertent pas. Il est aussi possible de rallier certains prisonniers à sa cause et de les recruter. Les commandants possédant une intelligence supérieure à 70 sont capables d'entreprendre une recherche au sein d'une forteresse. Le but est de trouver des généraux et des objets cachés. L'autre option permet de fortifier et ainsi d'augmenter la défense d'un château.
La seconde étape, une fois la phase d'administration terminée, est le mode carte. Cette dernière s'effectue en un temps limité, symbolisé par un sablier à l'écran. Quand le temps est écoulé, on revient à la séquence d'administration. Avec la carte, le joueur organise ses armées pour conquérir de nouveaux châteaux. Les déplacements sont en temps réel. Le menu d'un château offre des informations sur les commandants et les captifs retenus au sein de la bâtisse. Un général peut remplacer ses pertes en combat en recrutant de nouveaux soldats. Il peut être nommé commandant en chef du château et déployer ses troupes pour guerroyer en d'autres lieux. Une forteresse ne peut contenir que dix généraux alors que les unités en mouvement sur la carte ont la possibilité de se déplacer par groupe de cinq commandants maximum. Quand une faction rencontre un château ou des troupes ennemies, le jeu passe en mode préparation à la bataille.
La phase de préparation à la bataille permet de vérifier et d'analyser la situation des deux armées qui s'opposent. Selon ces renseignements, le joueur peut amorcer le combat, parlementer ou procéder à une retraite, qui entraîne la perte du château défendu. Si les négociations aboutissent, l'ennemi doit quitter les lieux ou se joindre au monarque. Si elles échouent, le joueur perd toutes ses troupes, le général ennemi bénéficiant d'un avantage. Le combat s'engage et seul le général affronte les troupes ennemies.

### Combats

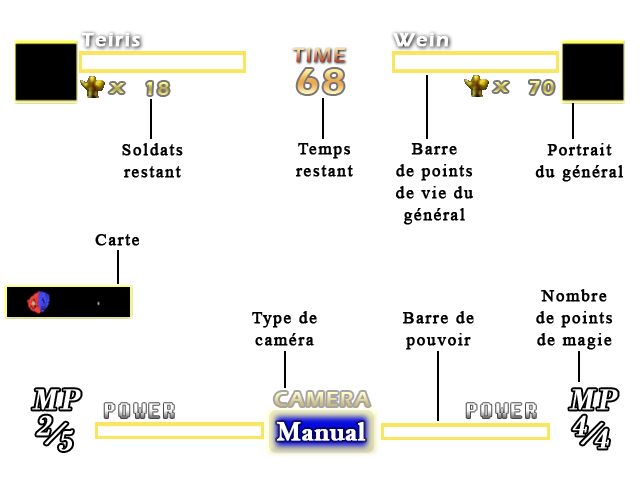
Représentation de l'interface du mode combat.

Le mode bataille apparaît quand le joueur est confronté à un groupe d'ennemis. Cette phase succède à la préparation à la bataille. Dotés d'un thème musical énergique, les combats se déroulent sur un plan en trois dimensions qui constitue la scène de l'affrontement. Les personnages sont représentés en sprites 2D. Contrairement aux jeux de rôles tactiques habituels, Dragon Force offre un mélange subtil de stratégie en temps réel et de tactical RPG.
Les combats s'effectuent en temps réel, le titre n’utilise pas un découpage arbitraire du temps en tours de jeu. Les conflits opposent tour à tour un général ennemi et ses troupes à un commandant allié et son armée. Différents ordres peuvent être donnés aux soldats, qui définissent la tactique de bataille : avancer, reculer, se disperser, charger, etc. Ces décisions sont choisies une première fois avant le début de l'affrontement, puis au cours de ce dernier. Il est possible de fuir à tout moment le combat, de changer l'angle de vue de la caméra, de déclencher une attaque spéciale ou un sort de magie. Ces deux derniers choix ne s'effectuent que lorsque la barre de pouvoir est pleine, moyennant des points magiques. Quand les deux généraux ne disposent plus de troupes, un duel leur est proposé. S'ils acceptent, il n'y aura qu'un seul vainqueur. Les duels sont gérés par le jeu, le joueur n'est plus qu'un simple spectateur, car les caractéristiques des antagonistes jouent un rôle majeur. La défaite du général ennemi ou sa fuite marquent l'issue de la bataille. La durée d'un combat est limitée à 99 secondes, ce temps écoulé, si aucun des adversaires ne prend l'avantage, un match nul est déclaré.

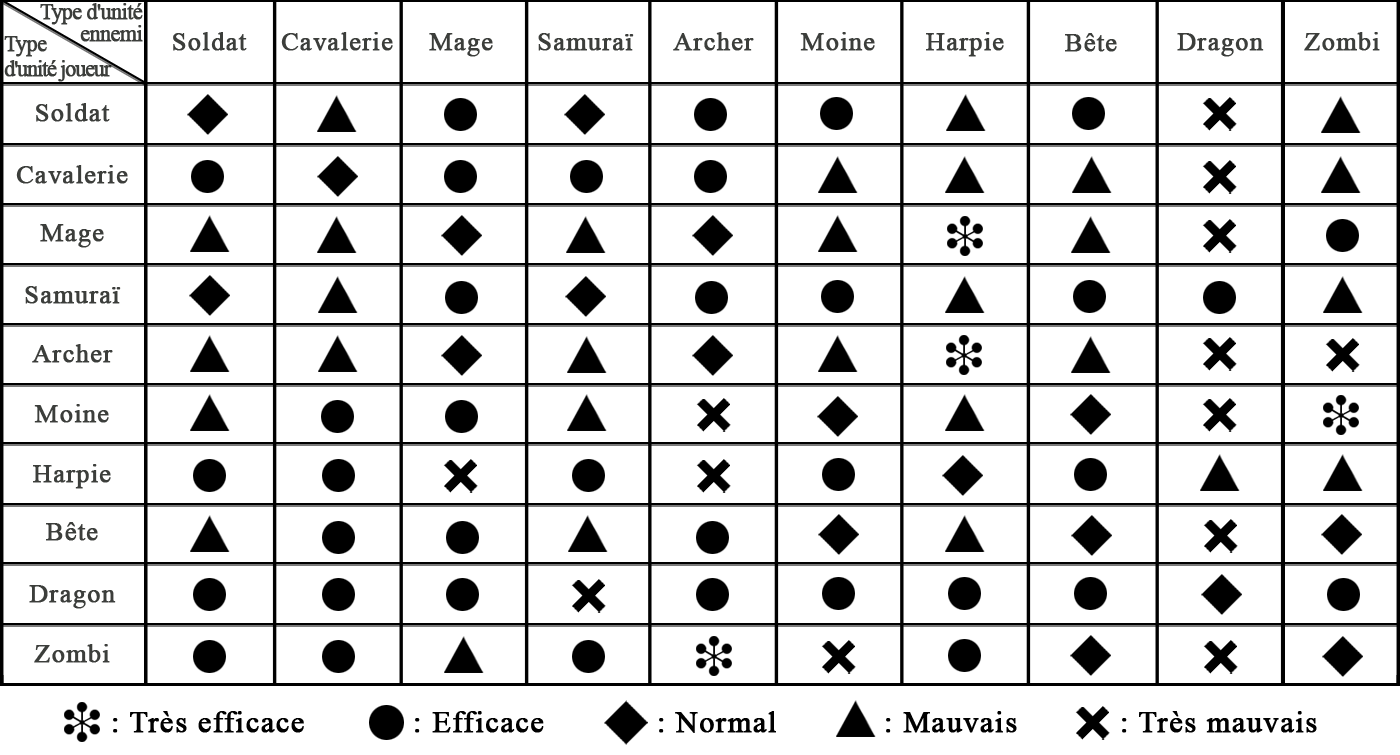
Tableau représentant l'efficacité des troupes du joueur face à l'ennemi.

Le joueur est amené à diriger un groupe constitué d'un général et au maximum de cent soldats. Chaque commandant représente une classe particulière : chevalier, moine, magicien, prêtre, ninja, samouraï, etc. Il existe dix types de métiers principaux, chacun apportant des tactiques, compétences ou sorts de magie divers. La victoire dans une bataille rapportent des points d'expérience dont l'accumulation est nécessaire aux personnages pour gravir des niveaux, qui eux-mêmes engendrent une augmentation des caractéristiques – vie, magie, force et commandement – et de nouvelles compétences. Un général utilise les services d'un type de troupes spécifiques : soldats, cavalerie, archers, harpies, zombis, dragons, etc. Au commencement, un commandant accède à une, voire plus, catégorie de combattants. D'autres se débloquent au moyen d'objets découverts dans les châteaux. Selon sa catégorie, une armée est plus ou moins efficace contre un autre type de troupes,. Ce paramètre a une influence prépondérante sur l'issue du conflit. Par exemple, un nombre restreint de soldats particulièrement efficace peut détruire un groupe de combattants plus nombreux mais moins puissants.
Comme dans tous les jeux de rôles tactiques, certains facteurs peuvent avoir une influence sur l'issue du combat : la configuration géographique du terrain, les châteaux et la formation de bataille. Le terrain, selon sa nature, joue un rôle important sur la puissance offensive des troupes. Par exemple, la forêt désavantage la cavalerie. Les forteresses permettent de bénéficier d'un avantage sur l'attaque de l'assiégeant. Plus le niveau d'un château est élevé, plus le bonus est important. Avant chaque combat, le joueur définit une formation de bataille pour ses troupes : offensive, défensive, encerclement, protection, raid, etc. Il existe trois types de stratégies basiques et cinq tactiques, dites spéciales, qui sont réservées à des commandants dotés de caractères spécifiques.

## Développement
Dragon Force a été développé par Sega. Le jeu a l'originalité de proposer d'incarner un des huit généraux du monde de Legendra. Selon le choix du monarque, la difficulté du jeu est différente et certains événements s'ajoutent à l'histoire principale. L'idée des développeurs est d'allonger la durée de vie du titre et d'offrir un challenge au joueur. Le jeu comprend divers lieux et de nombreux personnages cachés à découvrir, au cours de la partie. L'histoire est contée au moyen d'images et de séquences animées, proche du style manga. Dragon Force est analogue aux jeux de la série Romance of the Three Kingdoms de Koei. Tous les deux proposent des batailles de grande envergure, des scénarios différents, etc. Cependant, Dragon Force se distingue de son ainé en proposant des menus plus clairs, facilement accessibles, et des combats en temps réel.
La version occidentale, destinée à l'Amérique du Nord et à l'Europe, a été traduite en une seule et unique langue : l'anglais. La société Working Designs, spécialisée dans la localisation de jeux vidéo, s'est chargée de la traduction pour l'Amérique septentrionale. Victor Ireland, fondateur de l'entreprise, explique que la difficulté de l'adaptation est de garder l'esprit original du jeu, en évitant les fautes de langue et de traduction. Working Designs a intégré quelques raccourcis au niveau des commandes, rendant le jeu plus ludique. Sega a repris cette version pour l'éditer en Europe. La majorité des médias spécialisés affirment que le jeu a été parfaitement retranscrit, avec une certaine touche d'humour,. En 2005, Sega réédite Dragon Force sur PlayStation 2 au Japon. Victor Ireland, considérant le jeu comme l'un des meilleurs de l'histoire des jeux vidéo, souhaite l'édition aux États-Unis pour permettre aux joueurs américains de découvrir ce titre. Mais la fermeture prématurée de l'entreprise, fin 2005, a mis un terme au projet de localisation.

## Musique
Tatsuyuki Maeda, déjà sollicité sur plusieurs projets Sega, a composé la bande son de Dragon Force. Maeda favorise le synthétiseur et les percussions pour cette composition. De nombreuses publications ont encensé la bande originale. Joypad affirme : « la qualité instrumentale de la bande son fait référence », même si l'on peut noter la répétitivité de certaines mélodies. RPGFan évoque la possibilité d'écouter les musiques du jeu via le menu « Options », un plus pour les joueurs.
Plusieurs albums sont parus exclusivement au Japon. Un premier s'intitulant Dragon Force Original Soundtrack sort le 25 mars 1996. Un second, Genesis of Dragon Force, paraît le 1er avril 1996. Le dernier, un double album Dragon Force Complete Album, sort le 30 mai 2005, année de la réédition du jeu sur PlayStation 2. Les critiques sont dithyrambiques pour le dernier album et restent plus réservés pour les deux premiers. Dragon Force Original Soundtrack est considéré comme « une version bon marché », à cause de l'absence de musiques issues du jeu original et de la manière de couper les pistes. Genesis of Dragon Force a la particularité d'avoir un narrateur de la genèse du jeu. Seules cinq pistes sur treize possèdent un caractère musical. Les morceaux réarrangés et la voix off en japonais apportent un caractère divertissant à l'opus (à condition naturellement de comprendre la langue). Dragon Force Complete Album est sorti dix ans après la parution du jeu original, pour promouvoir son adaptation sur PlayStation 2. Il est jugé excellent comparé aux précédents, grâce à ses « compositions mémorables », à l'allongement des morceaux, à l'ajout de musiques inédites et à l'amélioration de la qualité sonore.

## Adaptation
Sega Ages 2500 Series Vol.18: Dragon Force est l'adaptation de Dragon Force sur PlayStation 2. Ce jeu est édité par Sega, il est sorti uniquement au Japon, le 18 août 2005, dans le cadre du projet Sega Ages. Le jeu était prévu pour le mois d'avril, mais les nombreuses améliorations apportées au titre par Sega avaient repoussé sa sortie en juin, puis en août,. La société Working Designs souhaitait que cette adaptation paraisse aux États-Unis, mais Sega ne réalisa pas le désir des éditeurs américains.
Cette version présente de nombreuses nouveautés. Le jeu inclut une nouvelle carte en trois dimensions au graphisme retouché, une bande son réorchestrée et un doublage des scènes de dialogues. L'éditeur japonais sollicite les développeurs pour une redéfinition des illustrations et des différents personnages issus du jeu d'origine. De nouveaux protagonistes font également leur apparition, ainsi qu'un mode « Sega Saturn », permettant aux utilisateurs de jouer avec les illustrations originales et de garder la configuration des touches de la manette Saturn,.

## Réactions et critiques
Dragon Force est passé inaperçu en Europe et en Amérique du Nord, contrairement au Japon où il s'est vendu à 272 166 exemplaires, le positionnant à la 25e place des jeux les plus vendus sur Saturn dans ce pays. L'échec en occident est dû à la chute progressive des ventes de la Saturn liée à l'écrasante domination de la PlayStation sur le marché du jeu vidéo. Ce jeu est pourtant considéré comme l'un des meilleurs du genre, proposant un gameplay unique encore à ce jour. Il reçoit des critiques élogieuses de la part des principales publications vidéoludiques. Elles acclament son système de jeu riche et passionnant, son univers prenant, ses musiques de bonne qualité et sa durée de vie importante.
| Critiques de la presse spécialisée |            |
| Publication                        | Note       |
| AN GameSpot                        | 9,1 sur 10 |
| EUR Edge                           | 8 sur 10   |
| FR Player One                      | 90 sur 100 |
| FR Joypad                          | 92 sur 100 |

Joypad affirme que c'est « un jeu extraordinaire » faisant partie « très certainement [de] l'un des 5 meilleurs tactical RPG de tous les temps », citant son originalité, sa durée de vie et sa qualité sonore. Mais le magazine décrie ses « graphismes moyens » et l'oubli d'une traduction française rendant le jeu difficile d'accès pour les non anglophones. Player One félicite les efforts de Sega à sortir ce type de jeu en Europe, bien trop rare à l'époque. Selon le magazine, son atout majeur « est qu'il peut-être rejoué plusieurs fois » et « malgré un niveau technique très moyen et des défauts mineurs, Dragon Force est une denrée trop rare sur console pour passer à côté ». GameSpot qualifie le titre d'accrocheur, offrant des batailles à grande échelle, contrairement à la plupart des jeux de rôle tactique. RPGFan déclare que c'est « un jeu magistral », composé d'un gameplay presque parfait et d'une qualité esthétique des personnages agréable, en dépit de son côté répétitif et de son histoire simple et peu travaillée. Les sites GameRankings et MobyGames (qui effectuent des moyennes à partir de nombreuses publications) donnent respectivement au jeu un score général de 90 % et 89 %,.
Dragon Force s'est vu décerner plusieurs récompenses de la part de la presse spécialisée. Gamepsot le sélectionne dans son « Greatest Games of All Time » en évoquant le mélange réussi de la stratégie et de l'action. EGM le positionne à la 21e place dans le classement des 100 meilleurs jeux de tous les temps, et à la 6e position dans le top 10 des jeux « cultes classiques ». Le site 1UP.com le classe 111e dans le classement des 200 meilleurs jeux du genre. Et IGN dresse un top 10 des jeux Saturn américains, et positionne Dragon Force à la 10e place, derrière Astal.

### Médias externes
- [image] Jaquette de la pochette du jeu sur Saturn en version européenne.
- [image] Face de la pochette du jeu sur PlayStation 2.
- [image] Fond d'écran présentant les personnages importants du jeu.